# Холандски табан
Холандски табан (енгл. snaphance), рани облик табана на кремен, који се користио у Европи у 16. и 17. веку.

## Карактеристике
Холандски табан састојао се од табанске дашчице, ороза с кременом, чанка с поклопцем, оцила, система опруга и обараче. Притиском на обарачу, ороз нагло пада и удара кременом о назубљену површину челичне ручице изнад чанка (оцило), при чему се стварају варнице које пале припалу у чанку.
За разлику од француског табана (енгл. true flintlock), код холандског табана оцило није служило и као поклопац чанка, па је при удару кремена више одскакало, а варнице су се расипале и опаљење није било тако сигурно. Оцило је било причвршћено за ручицу спојену шарком испред чанка, и морало се ручно подићи пре пуњења, и спустити у чанак пре гађања. Уз то, ороз није имао кочницу (то јест, није се могао натегнути до пола, већ само до краја, за разлику од енглеског и шпанског табана, који су се користили у исто време), па је постојала опасност од задесног опаљивања током пуњења.

## Спољашњи извори
- Primed and Loaded | Snaphaunce Ignition System-JYF Museums
- Deadly & Beautiful: Scottish Pistols of the 16th Century-Glasgow Museums
- A Sufficient Musket, John Alden's Snaphaunce Gun-Alden House